# Power Mac G4 Cube

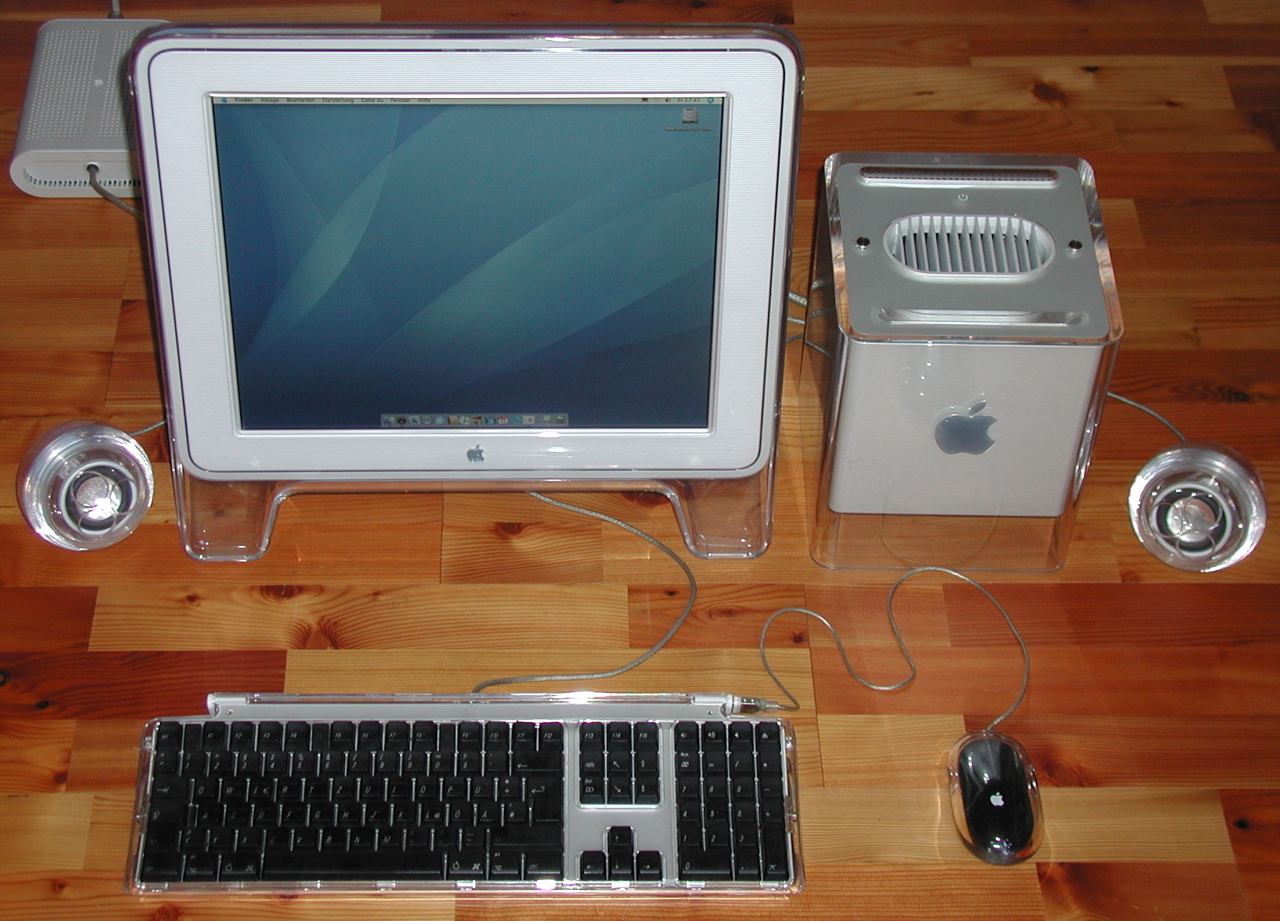
Een PowerMac G4 Cube aangesloten op een Apple Studio Display.

De Power Mac G4 Cube was een compacte computer van het Amerikaanse computerbedrijf Apple. Het model werd verkocht van 2000 tot 2001. Hij is geïnspireerd door NeXT Cube, een computer gemaakt door NeXT dat in 1986 was opgericht door Steve Jobs nadat hij Apple had verlaten. De computer, die ontworpen is door Jonathan Ive, heeft geen ventilator maar maakt gebruik van convectie. Eén jaar na de lancering werd de Power Mac G4 Cube van de markt gehaald vanwege diverse problemen, zoals oververhitting.

## Geschiedenis
De Cube moest het gat tussen de iMac G3 en de Power Mac G4 opvullen. Ondanks zijn design vonden consumenten de computer te duur. Ook hadden eerdere modellen last van scheuren in het plastic omhulsel.

## Functies
De kubus van 17,78 cm in een omhulsel van polymethylmethacrylaat heeft een PowerPC G4-processor met een frequentie van 450 of 500 MHz. Ook een optische schijf voor dvd's en cd-rom's is aanwezig. Een beeldscherm met een ADC- of VGA-aansluiting is benodigd om de computer te gebruiken. De grafische kaart is aangesloten op een Accelerated Graphics Port en is daarom te vervangen. De meeste grafische kaarten passen echter niet.
Verder zijn er op de computer twee FireWire-aansluitingen en twee USB-poorten beschikbaar. Het geluid wordt doorgegeven via een USB-versterker met daarop twee luidsprekers.

### Modificaties
Sinds de beëindiging van de Power Mac G4 Cube maken enthousiastelingen aanpassingen aan hun machines. Vaak werd een andere grafische kaart ingebouwd, maar ook de processor werd vervangen door een met een snelheid van 1,8 GHz. Andere populaire modificaties zijn verlichting en extra koeling. Aangewezen plekken voor ventilators zijn aanwezig, ook al gebruikt de Cube een koelsysteem op basis van convectie.
Al snel na de lancering voegde Apple extra software toe aan de computer. Ook werd de prijs van de computer verlaagd en werd een grafische kaart van nVidia toegevoegd als optie. Op 3 juli 2001 kondigde Apple aan dat de computer in de fictieve ijskast werd gezet. Hierbij werd wel gezegd dat er in de toekomst een bijgewerkt model zou uitkomen, maar daar waren op dat moment nog geen plannen voor.

### Specificaties
- Modelnummer: M7642LL/A
- Afmetingen: 248 × 195 × 195 mm
- Gewicht: 6,4 kg
- Processor: PowerPC G4, 450 of 500 MHz met 1 MB L2-cache.
- Front-side bus: 100 MHz
- Geheugen: 128 MB tot 1,5 GB, PC-100 SDRAM van 100 MHz
- Grafische kaart: ATI Rage 128 Pro (16 MB SDRAM), nVidia GeForce2 MX (32 MB SDRAM), ATI Radeon (32 MB DDR SDRAM)
- Harde schijf: 20 tot 40 GB Ultra ATA harde schijf van 5400 rpm of een 60 GB Ultra ATA harde schijf van 7200 rpm.
- Optische schijfeenheid:
- Besturingssysteem: Mac OS X 10.4 en Mac OS 9.2.2 (niet-ondersteunde installatie van Mac OS X 10.5 is mogelijk)

## Vergelijkbare producten van Apple
- De eerste generatie Apple TV had ongeveer bijna dezelfde afmetingen als van de Cube, alleen de hoogte was anders.
- De Mac mini werd uitgebracht na ongeveer vijf jaar na de lancering van de Cube. Anders dan de Cube, die voor de middelste klasse consumenten werd ontwikkeld, werd de Mac mini als een computer voor de lage klasse verkocht.
- Een opnieuw ontworpen Mac Pro werd aangekondigd op het WWDC in 2013. Deze heeft afmetingen die te vergelijken zijn met de Cube, alleen dan in een cilindervorm.

## Trivia
- In het Museum of Modern Art in New York is een exemplaar van de computer te zien, samen met transparante luidsprekers van Harman/Kardon.[3]
- Zestien exemplaren werden gebruikt in Star Trek: Enterprise om de beeldschermen van de computers aan te sturen.[4]